# Lukoveček
Lukoveček (in tedesco Klein Lukau) è un comune della Repubblica Ceca facente parte del distretto di Zlín, nella regione di Zlín.